# 玖島村
玖島村（くじまむら）は、広島県佐伯郡にあった村。現在の廿日市市の一部にあたる。

## 地理
- 河川：玖島川[1]

## 歴史
- 1889年（明治22年）4月1日、町村制の施行により、佐伯郡玖島村が単独で村制施行し、玖島村が発足[1][2]。
- 1955年（昭和30年）4月1日、佐伯郡津田町、浅原村、友和村、四和村と合併し、佐伯町を新設して廃止された[1][2]。

## 産業
- 農業、林業、養蚕、養鶏業[1]。

## 出身人物
- 枝正義郎 - 映画監督、カメラマン。
- 八田謹二郎 - 政治家、銀行家、林業家。
- 大田洋子 - 小説家。山県郡原村生まれ、玖島村育ち。